# Xô viết hóa
Xô viết hóa (tiếng Anh: Sovietization) là sự tiếp nhận một hệ thống chính trị dựa trên mô hình của các Xô viết (hội đồng công nhân) hoặc tiếp nhận lối sống và kiểu mẫu tinh thần dựa theo Liên Xô.
Một làn sóng đáng chú ý của tiến trình Xô viết hóa (theo ý nghĩa thứ hai) xảy ra ở Mông Cổ và sau này trong và sau Thế chiến II ở Trung Âu (gồm các nước Tiệp Khắc, Cộng hòa Dân chủ Đức, Hungary, Ba Lan). Theo nghĩa rộng, bao gồm (chủ yếu là tự nguyện) việc tiếp nhận những cái của Liên Xô như thể chế, pháp luật, phong tục, truyền thống và lối sống Xô viết cả ở cấp quốc gia và trong các cộng đồng nhỏ hơn. Điều này thường được quảng bá và thúc đẩy bởi sự tuyên truyền nhằm tạo ra một lối sống phổ biến tại tất cả các quốc gia nằm trong phạm vi ảnh hưởng của Liên Xô. Trong nhiều trường hợp, Xô viết hóa còn kèm theo việc ép buộc tái định cư phần lớn loại "kẻ thù giai cấp" (ví dụ như kulak hoặc osadnik) đến các trại lao động Gulag và các khu định cư lưu vong.
Theo nghĩa hẹp, thuật ngữ Xô viết hóa thường được áp dụng với những thay đổi về tinh thần và xã hội trong lòng dân chúng Liên Xô và các quốc gia vệ tinh của nó, dẫn đến việc tạo ra những con người Xô viết mới (theo những người ủng hộ) hoặc Homo Sovieticus (theo giới phê bình).
Gần đây nhất thuật ngữ "Xô viết hóa" lại được áp dụng có cảm giác xúc phạm đến quá trình ở nước Nga dưới thời Vladimir Putin, với các tác giả khác nhau thì diễn đạt khác nhau và thường mâu thuẫn lẫn nhau, về ý nghĩa trong từ còn đề cập đến các thuộc tính khác nhau của Liên Xô cũ.